# Denyen

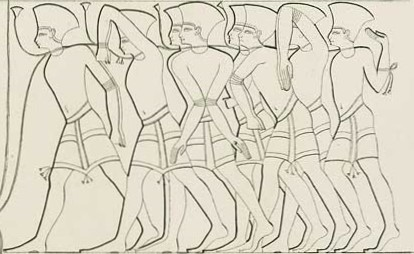
Dibujo de un relieve de Medinet Habu que muestra los denyen como prisioneros de Ramsés III.

Los denyen eran una de las etnias que englobaban los denominados pueblos del mar, que atacaron varias áreas del Mediterráneo oriental a principios del siglo XII a. C. La historiografía suele identificarlos con los danuna.
Los danuna aparecen en fuentes del siglo XIV a. C. del yacimiento de Tell el-Amarna. Se encontraban asentados en Cilicia y quizá también en Siria. Eran vasallos de los hititas. Se estima que la región que habitaban era la que los egipcios llamaban Kode. Algunos autores los relacionan con los griegos micénicos, por la similitud fonética con los dánaos.
Los denyen son conocidos principalmente por una inscripción egipcia en Medinet Habu en la que figuran como uno de los pueblos —junto a los peleset, tjeker, shekelesh y weshesh— que atacaron zonas de Anatolia, Chipre y Siria, antes de establecer un campamento en Amurru y luego prosiguieron su marcha hasta Canaán y Egipto, donde fueron derrotados por el faraón Ramsés III en el octavo año de su reinado. Según otra interpretación, esos cinco pueblos atacaron Egipto después de que sus países hubieran sido devastados por otros pueblos procedentes del norte.
Se ha sugerido la posibilidad de que los denyen terminaran estableciéndose en Canaán, donde habrían formado la llamada tribu de Dan, una de las tribus de Israel.
Por otra parte, los danuna aparecen en fuentes bilingües —en fenicio y en luvita— del siglo VIII a. C. Su capital en aquel momento era la ciudad de Adana y otro de los lugares que controlaban era Karatepe. Algunos rasgos culturales como su lengua y escritura los relacionan con dos pueblos neohititas: Carquemish y Sinjirli.